# اريك ليندهولم
اريك ليندهولم (بالسويدية: Erik Lindholm)‏ هو منافس ألعاب قوى سويدي، ولد في 22 أغسطس 1890، وتوفي في 9 أغسطس 1957.

## وصلات خارجية
- اريك ليندهولم على موقع أوليمبيديا (الإنجليزية)
- اريك ليندهولم على موقع اللجنة الأولمبية السويدية (السويدية)